# Championnat d'Europe masculin de volley-ball des petits États 2005
Navigation
Andorre 2002 Chypre 2007
La phase finale du 3e championnat d'Europe de volley-ball masculin des petits États a eu lieu du 25 juin au 27 juin 2004 à Luxembourg (Luxembourg).

## Équipes présentes
| - Andorre - Écosse - Chypre - Irlande | - Îles Féroé - Islande - Irlande du Nord - Luxembourg |

## Phase de poules
| Groupe A                                                         | Groupe B                                           |
| ---------------------------------------------------------------- | -------------------------------------------------- |
| site : Andorre-la-Vieille Irlande du Nord Chypre Andorre Irlande | site : Écosse Islande Îles Féroé Écosse Luxembourg |

### Groupe A
| No | Équipe          | Points | Matches | Matches | Points | Points | Points | Sets | Sets   | Sets  |
| No | Équipe          | Points | gagnés  | perdus  | pour   | contre | Ratio  | pour | contre | Ratio |
| -- | --------------- | ------ | ------- | ------- | ------ | ------ | ------ | ---- | ------ | ----- |
| 1  | Chypre          | 6      | 3       | 0       | 225    | 146    | 1.541  | 9    | 0      | MAX   |
| 2  | Andorre         | 5      | 2       | 1       | 248    | 229    | 1.083  | 6    | 5      | 1.200 |
| 3  | Irlande du Nord | 4      | 1       | 2       | 219    | 241    | 0.909  | 4    | 7      | 0.571 |
| 4  | Irlande         | 3      | 0       | 3       | 189    | 265    | 0.713  | 2    | 9      | 0.222 |

### Groupe B
| No | Équipe     | Points | Matches | Matches | Points | Points | Points | Sets | Sets   | Sets  |
| No | Équipe     | Points | gagnés  | perdus  | pour   | contre | Ratio  | pour | contre | Ratio |
| -- | ---------- | ------ | ------- | ------- | ------ | ------ | ------ | ---- | ------ | ----- |
| 1  | Îles Féroé | 6      | 3       | 0       | 254    | 220    | 1.155  | 9    | 2      | 4.500 |
| 2  | Écosse     | 5      | 2       | 1       | 212    | 178    | 1.191  | 6    | 3      | 2.000 |
| 3  | Luxembourg | 4      | 1       | 2       | 245    | 255    | 0.961  | 5    | 7      | 0.714 |
| 4  | Islande    | 3      | 0       | 3       | 194    | 252    | 0.770  | 1    | 9      | 0.111 |

## Phase finale

### Équipes présentes
| - Luxembourg (Organisateur) - Chypre (1er groupe A) - Andorre (2e groupe A) - Îles Féroé (1er groupe B) - Écosse (2e groupe B) |

### Classement
| No | Équipe     | Points | Matches | Matches | Points | Points | Points | Sets | Sets   | Sets  |
| No | Équipe     | Points | gagnés  | perdus  | pour   | contre | Ratio  | pour | contre | Ratio |
| -- | ---------- | ------ | ------- | ------- | ------ | ------ | ------ | ---- | ------ | ----- |
| 1  | Chypre     | 8      | 4       | 0       | 300    | 227    | 1.322  | 12   | 0      | MAX   |
| 2  | Luxembourg | 7      | 3       | 1       | 326    | 288    | 1.132  | 9    | 5      | 1.800 |
| 3  | Îles Féroé | 6      | 2       | 2       | 289    | 333    | 0.868  | 6    | 9      | 0.667 |
| 4  | Écosse     | 5      | 1       | 3       | 343    | 362    | 0.948  | 7    | 9      | 0.778 |
| 5  | Andorre    | 4      | 0       | 4       | 272    | 320    | 0.850  | 1    | 12     | 0.083 |

## Classement final
| Place  | Équipe          |
| ------ | --------------- |
| Or     | Chypre          |
| Argent | Luxembourg      |
| Bronze | Îles Féroé      |
| 4      | Écosse          |
| 5      | Andorre         |
| 6      | Irlande du Nord |
| 7      | Irlande         |
| 8      | Islande         |